# Dean Smith (Leichtathlet)

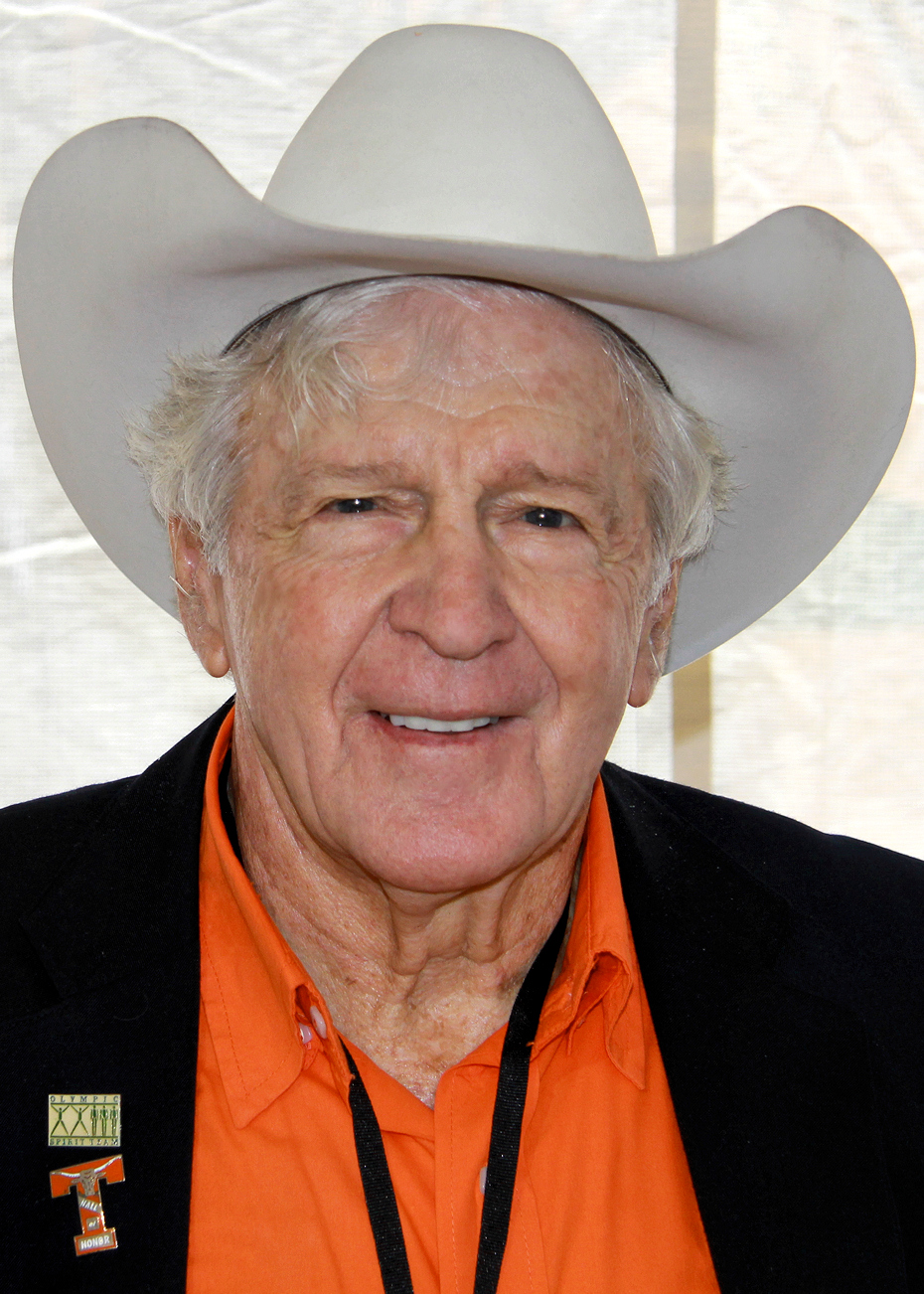
Dean Smith (2013)

Dean Smith (Finis Dean Smith; * 15. Januar 1932 in Breckenridge, Texas; † 24. Juni 2023) war ein US-amerikanischer Sportler. Zunächst wurde er als Sprinter Staffel-Olympiasieger, danach war er Footballspieler. Nach dem Ende seiner sportlichen Karriere arbeitete er als Stuntman.

## Karriere
1952 fuhr er als US-Meister im 100-Meter-Lauf zu den Olympischen Spielen in Helsinki, wo er in dieser Disziplin Vierter wurde. In der 4-mal-100-Meter-Staffel war er der Startläufer des siegreichen US-Teams, dem außerdem Harrison Dillard, Lindy Remigino und Andy Stanfield angehörten.
Nach seinem Abschluss an der Universität von Texas in Austin, diente er in der Army. Nach seiner Dienstzeit spielte Smith American Football für die Los Angeles Rams und die Pittsburgh Steelers, kam jedoch in keinem Spiel der Regular Season zum Einsatz.
Danach begann er als Rodeo Cowboy und arbeitete als Stuntman mit John Wayne in zahlreichen Western mit.
Dean Smith gehörte seit 1980 zur Stuntmen Hall of Fame und wurde 1997 zum All American Cowboy ernannt. 1998 wurde er mit dem Golden Boot Award ausgezeichnet.
Dean Smith starb im Juni 2023 im Alter von 91 Jahren.

## Filmografie (Auswahl)
- 1960: Alamo (The Alamo)
- 1961: Die Comancheros (The Comancheros)
- 1962: Das war der wilde Westen (How the West was Won)
- 1963: MacLintock (McLintock!)
- 1964: Rio Conchos (Rio Conchos)
- 1966: El Dorado (El Dorado)
- 1970: Rio Lobo
- 1971: Big Jake (Big Jake)
- 1972: Keine Gnade für Ulzana (Ulzana's Raid)

Daneben trat er auch in verschiedenen Fernsehserien wie Maverick, Gunsmoke, Lawman, Have Gun Will Travel, Iron Horse und Walker, Texas Ranger auf.